# Arthur Hastings
El capitán Arthur Hastings es el Watson de Poirot, figura ficticia creada por la escritora británica Agatha Christie. Amigo inseparable y obtuso, narra muchas de las aventuras del detective. Aunque muchas veces sus conclusiones estén lejos de la realidad, ayudan al raciocinio de Poirot, quien acostumbra ironizar la forma de pensar de Hastings. Lo más interesante sin embargo, es que la mayoría de los lectores termina siguiendo la misma línea de pensamiento de Hastings, asumiendo para sí mismos las sátiras hechas por Poirot, lo que torna la lectura más cómica, o incluso hasta irritante.
Hastings vive en Argentina junto a su mujer Cinderela y visita eventualmente a Poirot en Inglaterra, participando en las investigaciones de los crímenes.
- Datos: Q221110